# Борбек (Эссен)
Борбек (нем. Borbeck-Mitte) — административный район города Эссен (Германия, федеральная земля Северный Рейн-Вестфалия). Расположен в северо-западной части города.

На западе Борбек граничит с районами Гершеде и Бединграде, на севере — с районом Бергеборбек, на востоке — с районом Бохольд и на юге — с районом Шёнебек.

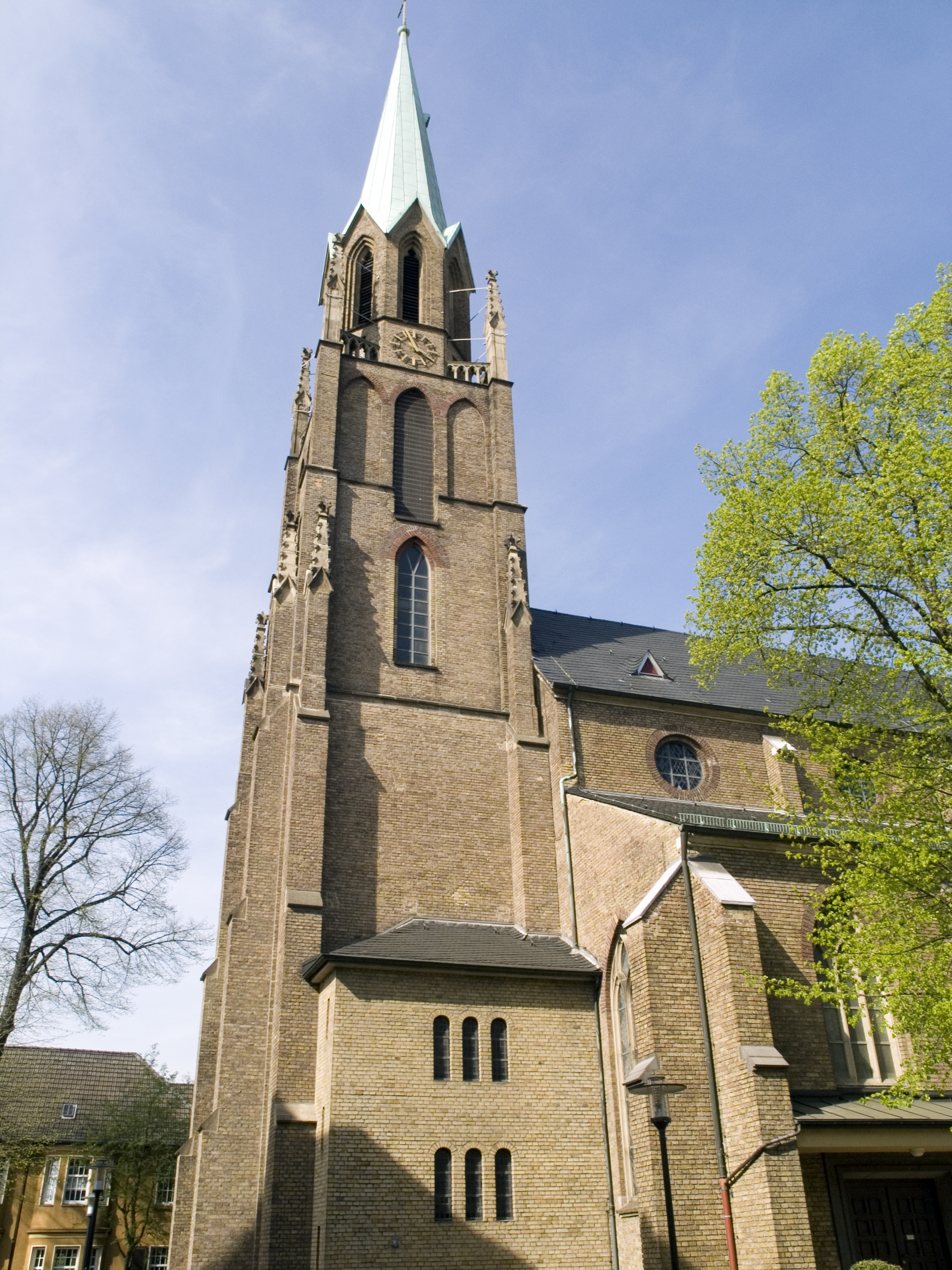
Церковь Святого Дионисия

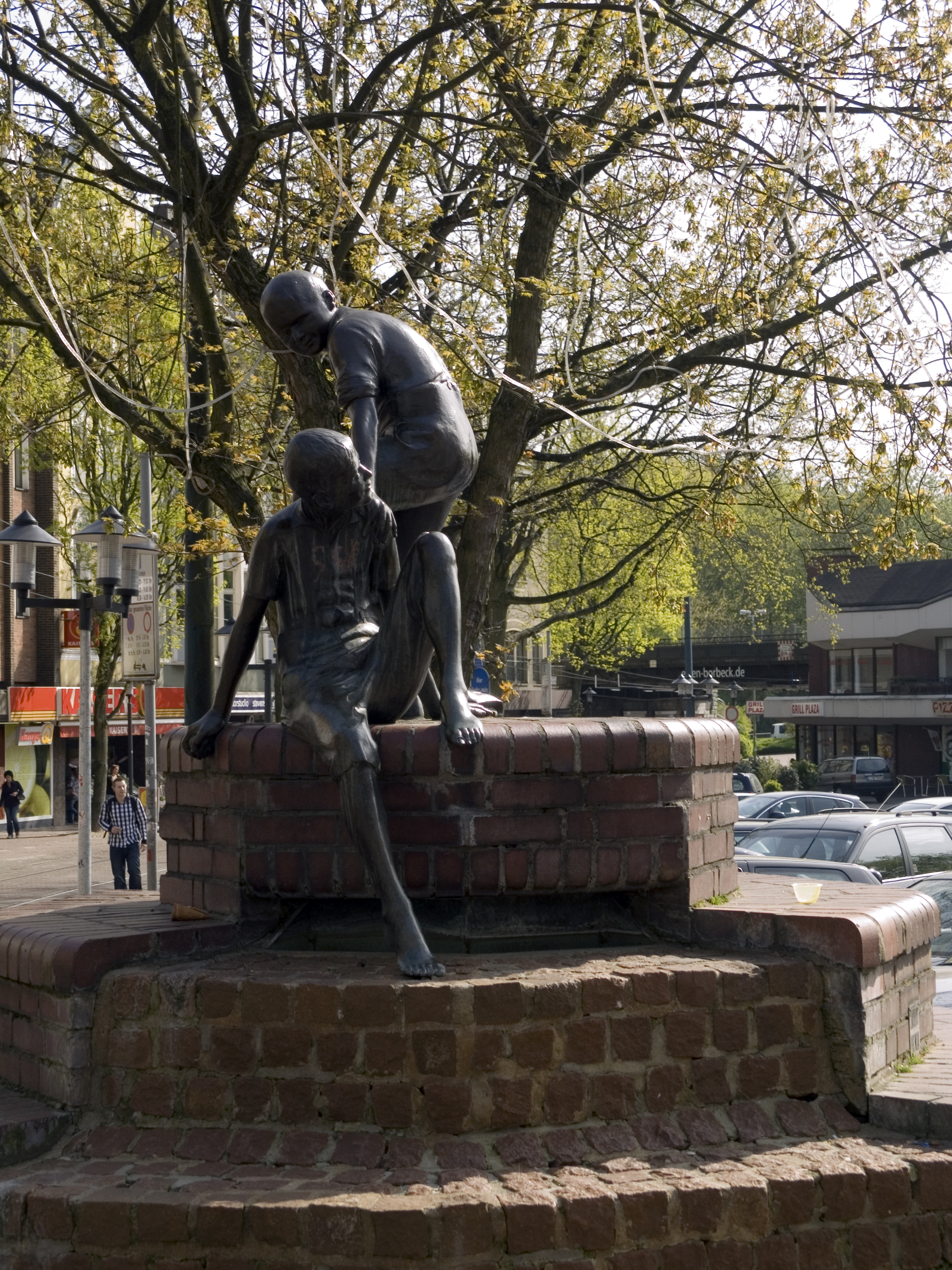
Фонтан на площади Marktplatz

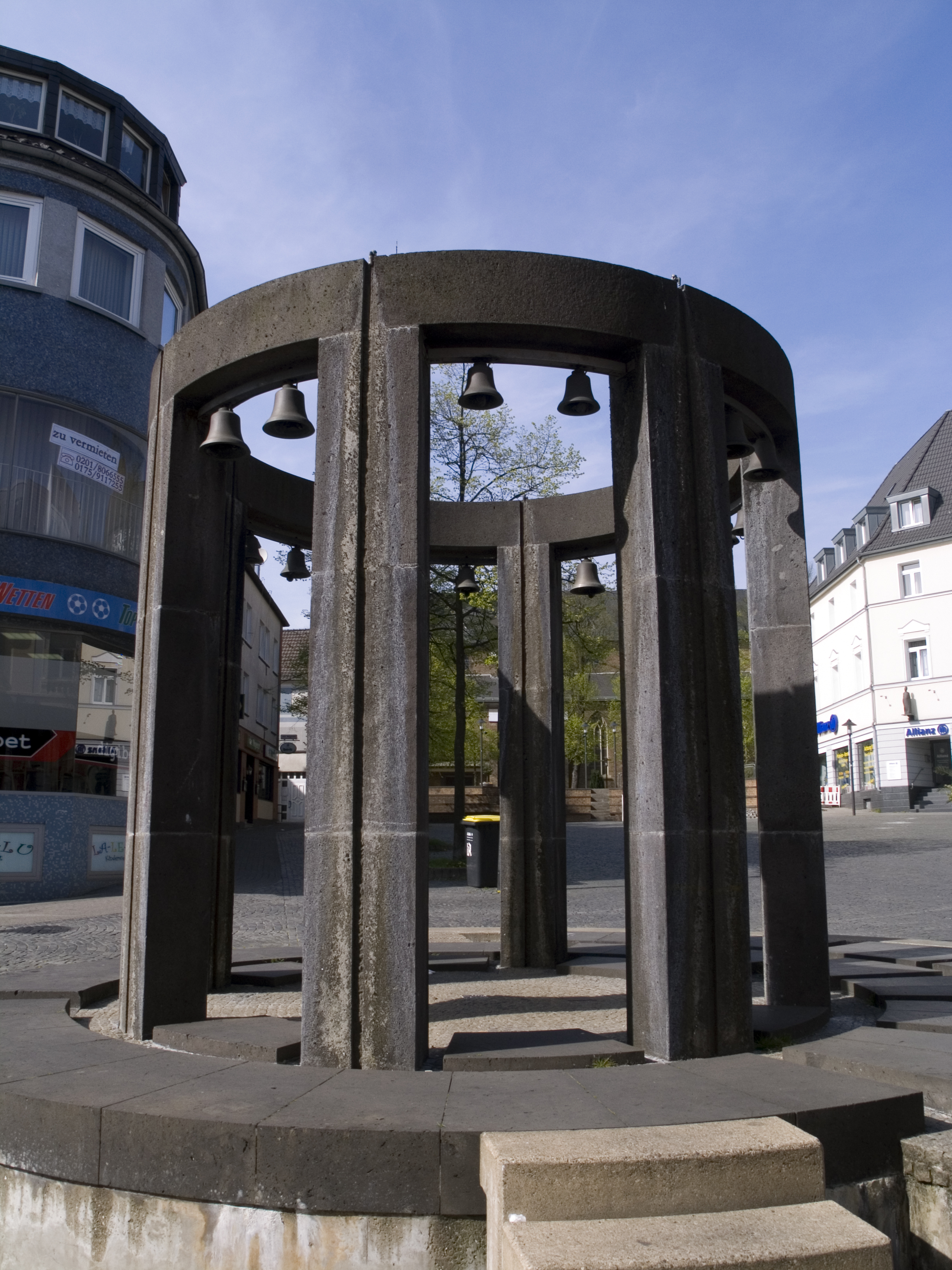
Площадь Borbecker Platz

## История

### Ранняя история
Первое документальное свидетельство о Борбеке относится к 869 году. В этом документе говорится о месте под названием Бортбеки, как об одном из девяти дворов, выплачивающих дань Эссенскому аббатству. Название видимо происходит от старо-немецкого слова "Borathbeki", что значит "плодородные равнины".

В 1227 году начинается судебная тяжба за право обладания Борбеком между его владельцем рыцарем Германом фон Борбеком и аббатисой Адельхайд фон Вильденберг. При поддержке императорского фогта Адольфа фон Гимниха Герман фон Борбек выиграл суд, подтвердив право владения Борбеком. В 1288 году аббатиса Берта фон Арнсберг выкупила находящийся в закладе Борбек у их тогдашних владельцев рыцарей Германа и Веннемара для строительства там одноименного замка.

В XIV веке Борбек развивается как летняя резиденция эссенских аббатис. В 1339 году по указанию аббатисы Катарины фон Марк в Борбеке перестраивается старая романская церковь Святого Дионисия.

### XIX век
В 1803 году Борбек занимается французскими войсками. В ходе секуляризации, которая проходила под руководством наполеоновского министра Талейрана, Эссенское аббатство было закрыто и Борбек получил статус муниципалитета. После Венского конгресса 1815 года Борбек вошёл в состав Пруссии и имел собственную канцелярию бургомистра.

До 40-х годов XIX столетия жители Борбека занимались в основном сельскохозяйственной деятельностью, но с ростом индустриализации Рурского региона в Борбеке возникает ряд предприятий каменноугольной промышленности вследствие чего увеличивается миграция рабочей силы.

В 1862 году по проекту архитектора Винсенца Статца начинается строительство новой церкви Святого Дионисия. Церковь была освящена спустя 5 лет архиепископом Кёльна Паулюсом Мелхерсом.

К началу 60-х годов в состав Борбекского муниципалитета входили Бединграде, Бохольд, Деллвиг, Фринтроп, Гершеде, Шёнебек, которые сейчас образуют IV округ Эссена. На тот момент численность городской общины Борбека доходила до 100 000 человек 1 февраля 1862 года на заседании Дуйсбургского ландрата была образована канцелярия бургомистра города Оберхаузен, куда вошли вышеуказанные территории. Но уже в 1874 году Борбек вновь обретает самостоятельность.

1 апреля 1915 года Борбек включается в состав города Эссен.

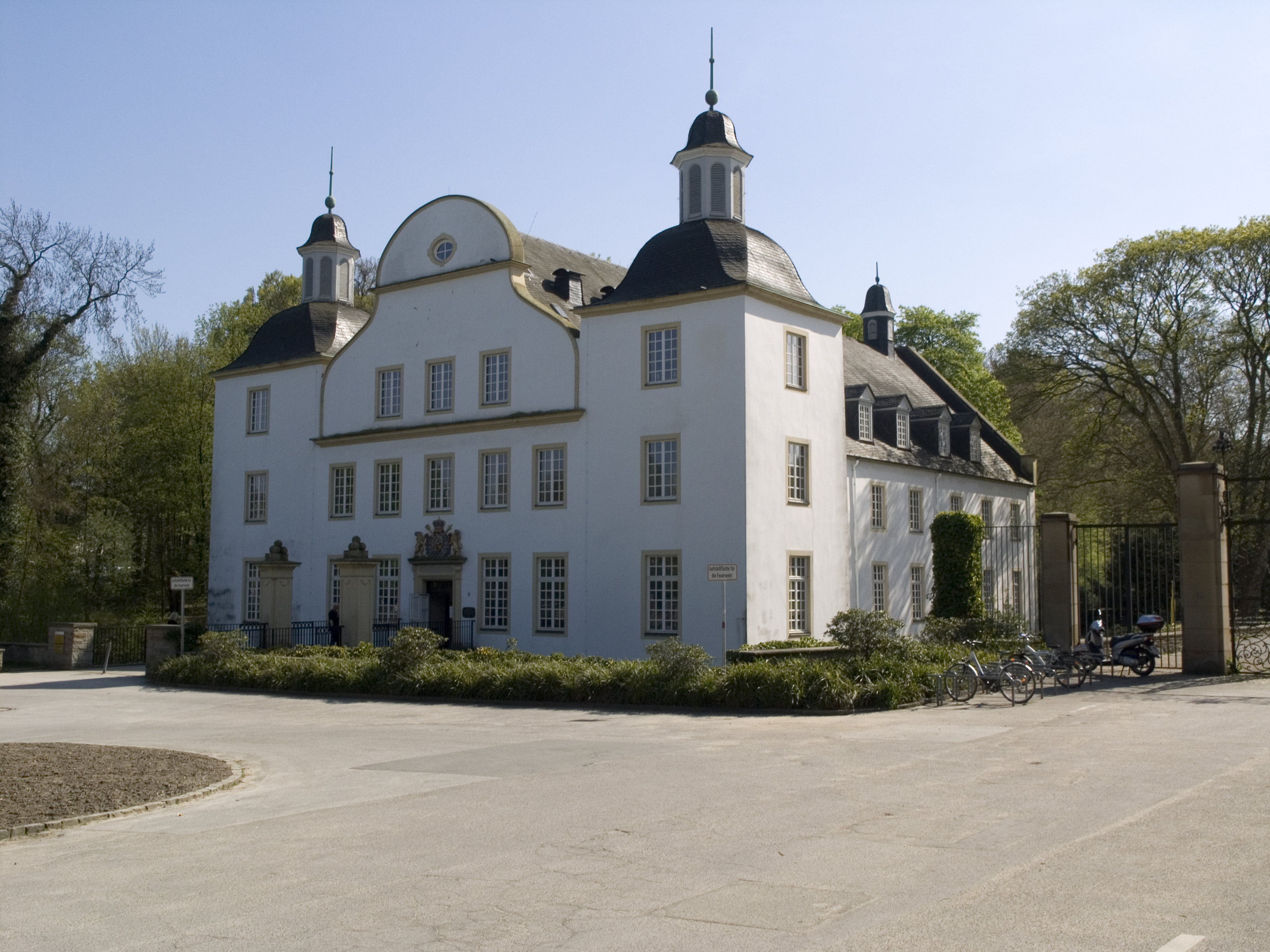
Замок Борбек

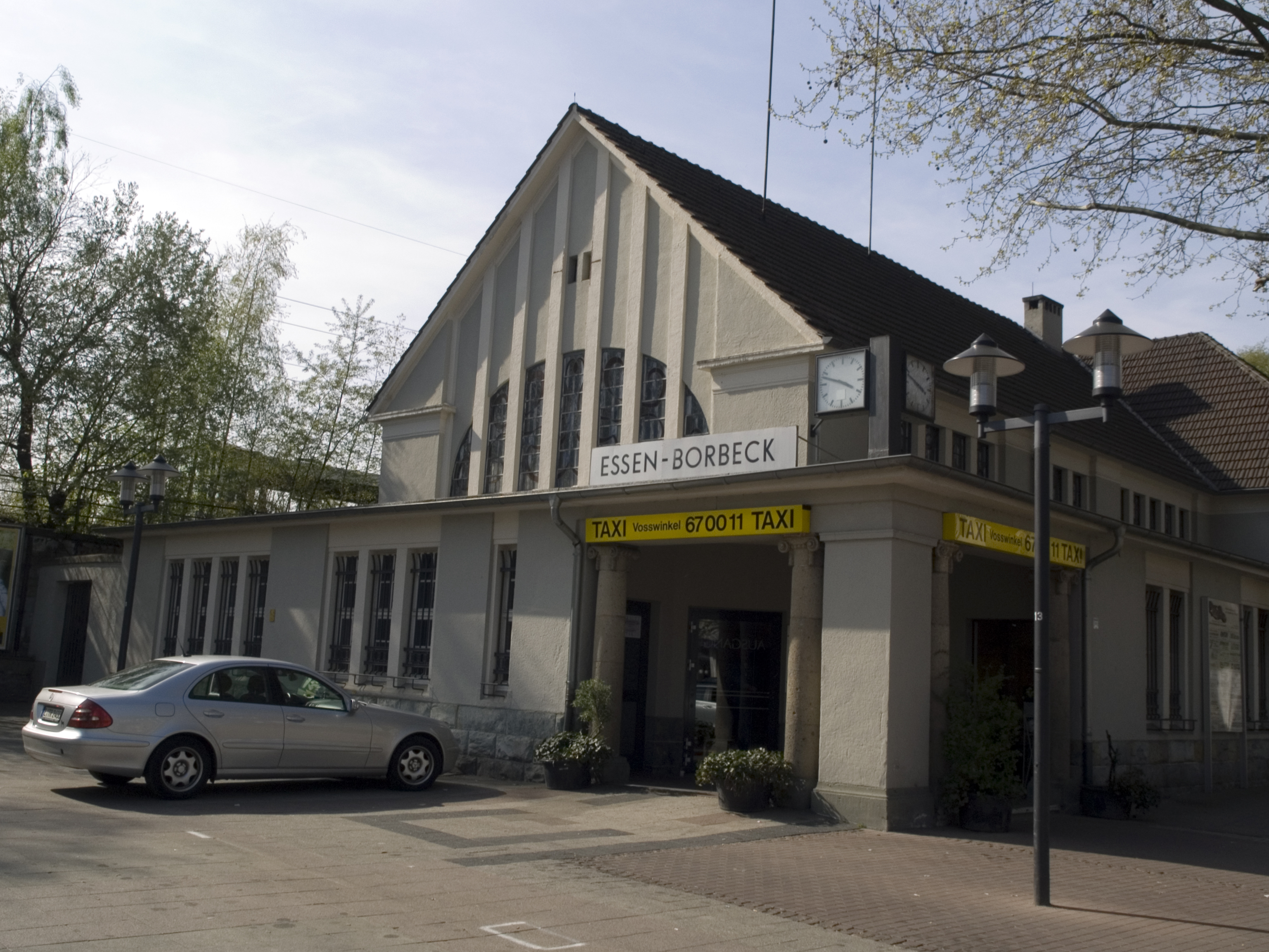
Железнодорожная станция

## Достопримечательности
- Замок Борбек
- Церковь Святого Дионисия
- Фонтан на площади Marktplatz
- Мельница Voßgätters (1547 год)